# Grb Čakovca
Grb Grada Čakovca je pročišćeni povijesni grb u obliku štita. Na plavoj podlozi štita su srebrni bedemi nazubljenog vijenca s isto takvim tornjem. Na tornju se nalazi četvrtasti otvor. S obje strane tornja nalazi se jedna šesterokraka zvijezda.
Grb se temelji na pečatu iz 1596. godine, a zapravo je obiteljski grb obitelji Ernušta Čakovečkih (Ernusth de Csáktornya) iz 15. stoljeća, kojeg u 16. stoljeću nasljeđuju Zrinski dodajući ga u svoj grb. Grb je usvojen 1993. godine te je tijekom vremena u manjim detaljima izmijenjen.
Grb se nalazi u sredini zastave Grada Čakovca koja je plave boje.

## Galerija
- Zastava Grada Čakovca
- Grb obitelji Ernušt
- Grb obitelji Zrinskih. Novi grb obitelji kojeg je dobio Nikola IV. (Sigetski) od kralja Ferdinanda 1554. godine. Vidljiv je raniji grb obitelji Ernušt